# Glossaire technique du clavecin
Ce glossaire technique est commun à tous les instruments de la famille du clavecin (épinette, virginal, muselaar etc.) dont les cordes sont « pincées » par des sautereaux.
Certains de ces termes sont, par ailleurs, communs à d'autres types d'instruments à cordes et/ou à claviers.

## La caisse ou coffre
La joue (F)petit côté latéral (plat) à droite de la caisse ;
l’échine (C)grand côté latéral (plat) à gauche de la caisse ;
l’éclisse courbe (E)partie concave de la caisse, à droite entre joue et pointe ;
la queue ou pointe (D)paroi située à l’extrémité, reliant l’éclisse courbe et l’échine ;
les éclissesl'ensemble constitué par l'échine, la joue, la courbe et la pointe lorsque celle-ci est présente ;
les contre-éclisses (ou alentour)rebords intérieurs des éclisses, sur lesquels repose la table d'harmonie ;
la planche de signature (ou fronton ou gorge)planche verticale (amovible ou fixe) qui vient à l'aplomb du clavier sur le champ du sommier. Sur les modèles à planche fixe, dans l'interstice entre cet élément et le clavier vient se fixer la barre de signature. Le nom du facteur peut être mentionné autant sur la planche que sur la barre de signature ;
la barre de signature (ou couteau ou barre de nom)plinthe au-dessus du clavier, sur laquelle est inscrit le nom du facteur. En la retirant, on peut extraire le clavier de l'instrument, pour la maintenance ;
le sommierpièce importante de bois dur, massif ou parfois multiplis, souvent plaquée de bois de table, disposée parallèlement au clavier, où sont fixées les chevilles d’accord et les sillets ;
la fosseespace entre le sommier et la table d’harmonie, permettant aux sautereaux d’atteindre les cordes. Elle abrite les registres et les guide-sautereaux ;
le contre-sommier, pièce de bois parallèle au sommier et qui constitue l'autre bord de la fosse ;
la massepièce de bois souvent massive placée approximativement sous le contre-sommier, reliant la joue à l'échine et limitant l'espace du plateau ; elle est souvent dédoublée dans l'école flamande ;
les traverses de fondtraverses reliant l'échine à la courbe, en contact avec le fond de l'instrument ;
les arcs-boutantstraverses supérieures, qui relient la courbe à l'échine et souvent au contre-sommier ; ces éléments sont généralement absents des instruments italiens, ibériques, nord-allemands et nordiques ;
le plateaupartie du fond de l'instrument destinée à recevoir le ou les claviers ; Le plateau peut être une pièce de bois séparée, ou être d'une pièce avec le reste du fond ;
le fondpanneau de bois qui ferme le dessous de la caisse ;
la table d'harmoniepanneau de bois de faible épaisseur, servant d'interface acoustique entre les vibrations des cordes et la vibration de l'air environnant; elle est le plus souvent constituée d'épicéa coupé sur quartiers, mais parfois de cyprès ou de cèdre rouge ("bois de résonance");
les chevaletspièces de bois dur collées sur la table d'harmonie et sur lesquelles s'appuient les cordes. La partie vibrante des cordes est délimitée par les chevalets et les sillets ;
la crosse ou crocsur certains instruments, terminaison du chevalet en forme de S vers les graves. La crosse est dite soulevée quand elle n'est pas collée sur la table. Le chevalet d'octave n'a pas de crosse ;
les silletspièces de bois dur collées sur le sommier et sur lesquelles s'appuient les cordes à proximité des chevilles.
les barres d'accroche (ou cordiers)baguettes de bois dur courant le long de la courbe et de la pointe, supportant les pointes d'accroche sur lesquelles sont attachées les cordes ;
le boudinpièce de bois allongée placée sous la table d’harmonie, souvent mortaisée dans la caisse mais pas toujours ("boudin flottant" en particulier sur les clavecins de Vincent Tibaut), souvent utilisée lorsque l'instrument comporte plusieurs chevalets. Le boudin suit une courbe située entre les chevalets et est destiné à recevoir les pointes d'accroche du jeu d'octave ;
la barre-mouchoirbaguette de bois de résonance collée sous la table d'harmonie et destinée à délimiter une zone non-vibrante de la table d'harmonie ;
les barres de tablebaguettes de bois de résonance collées sous la table d'harmonie et destinées à raidir celle-ci en certaines zones. Certaines de ces barres peuvent croiser un chevalet : elles sont alors souvent évidées à l;endroit du croisement ("ponts") ;
la rosacedésigne soit une ouïe circulaire percée dans la table d'harmonie, soit la pièce décorative (soit un moulage métallique, généralement un alliage étain - plomb doré, soit une pièce de parchemin découpé) qui vient orner ce trou ;
le couverclepanneau de bois - en une seule, deux (l'aile et le battant) ou trois parties (l'aile et les battants) articulées - qui recouvre le dessus de l’instrument et protège la table d’harmonie et les cordes. On le relève pour jouer ;
la béquillebaguette de bois qui maintient le couvercle ouvert ;
le portillonpanneau vertical amovible permettant de dissimuler le clavier quand l’instrument est fermé ;
le piètementmeuble d'ébénisterie sur lequel est posé le clavecin. Les pieds peuvent être sculptés, tournés, etc. et leur nombre varie (de quatre à sept ou plus). Les éventuelles genouillères s'inscrivent dans le piètement. Ce peut être une sorte de tréteau.
| L'instrument est en position de transport, placé sur l'échine. Le fond n'est pas encore posé, permettant de voir l'intérieur de la caisse |
| A : Sommier B : Barre de nom C : Echine D : Pointe E : Eclisse courbe F : Joue G : Contre-sommier H : Masse I : Barres de fond J : Arcs-boutants K : Contre-éclisses L : Table d'harmonie M : Boudin N : Grande barre O : Petites barres P : Rosace |
| L'instrument est en position normale. Le fond manque |
| A : Sommier B : Barre de nom C : Echine D : Pointe E : Eclisse courbe F : Joue L : Table d'harmonie P : Rosace Q : Chevalet du 8 pieds R : Chevalet du 4 pieds S : Fosse Remarquez les chevilles fixant la joue au sommier et au contre-sommier     |

## Le mécanisme
Il comporte claviers, registres, sautereaux, chapiteau :
le clavierensemble de barres (touches) en bois réunies sur un cadre (châssis). Chaque touche pivote comme un simple levier sur une des deux barres du châssis (balancier). La seconde barre, plus au fond de l'instrument, se nomme barre de repos. Elle est associée à un peigne (ou diapason) qui guide les touches et maintient leur écartement. On peut lui adjoindre une barre d'arrêt appelée barre d'enfoncement ;
les marchestouches diatoniques (notes non altérées);
les feintestouches chromatiques (dièses et bémols) ;
les frontonspièces ouvragées venant en bois de bout de la touche (marche) ; ils peuvent être des arcades tournées ou être sculptés (trilobés) ou moulurés ;
le sautereaulanguette de bois mince et allongée (8 à 20 cm) assurant le pincement d’une corde à l’aide de son bec. Au repos, il est posé simultanément sur son étouffoir et sur la garniture de bout de touche ;
la languettepetite pièce de bois généralement en houx, articulée sur le sautereau et armée du bec ;
le bec ou plectreélément en plume de corbeau, cuir ou plastique (Delrin ou Celcon) qui pince la corde ;
le registrepièce de petite section percée d'alvéoles (mortaises) servant à guider les sautereaux en haut et en bas. Ces registres traversent tout l'instrument du grave à l'aigu et sont logés dans la fosse. Il y a autant de mortaises que de sautereaux. Ils peuvent être garnis de peau (basane) pour éviter le bruit ;
la pointe de balanciertige métallique (diamètre 2 mm) qui maintient la touche en place tout en lui permettant de pivoter pour soulever le sautereau ;
le chapiteaupièce de bois transversale garnie de drap de laine, placée au-dessus des rangs de sautereaux et qui limite la course verticale du sautereau et du clavier. Il peut exister aussi une barre d'arrêt au clavier appelée barre d'enfoncement ;
les genouillèressorte de pommeaux fixés dans le piétement sous le clavier ; au nombre de cinq ou six sur les clavecins français du XVIIIe siècle, elles servent à manœuvrer les registres à l’aide du genou en laissant les mains libres pour le jeu ;
le pied-de-bicheen anglais : 'dogleg' sautereau cranté réalisant la fonction de dent d'accouplement ;
le principal ou grand jeu (jeu de 8 pieds)le jeu le plus coloré et sonore joué par le grand clavier inférieur ;
l'unisson (jeu de 8 pieds)jeu permettant de jouer un chœur de corde avec le jeu principal, par l'accouplement des claviers). Se joue seul par le petit clavier ;
l'octave (jeu de 4 pieds)jeu touché par le grand clavier, joué en solo ou en mélange avec les autres jeux ;
le jeu nasal (ou jeu de nazard)rang de sautereaux traversant le sommier, de manière telle que le point de pincement des cordes soit proche du sillet pour obtenir un son doux mais enrichi en harmoniques ;
le jeu de buffle (ou peau de buffle)rang de sautereaux éloigné du sillet, dont les plectres sont en cuir souple au lieu d'être en plume (ou en Delrin), pour obtenir un son rond rappelant celui du pianoforte, et une certaine capacité "expressive".

## Les éléments sonores

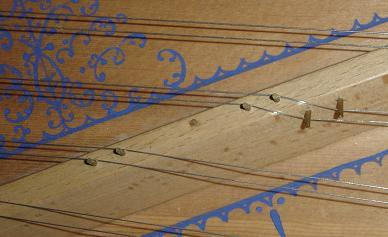
détail du chevalet avec pointes et contre-pointes (à droite)

Les cordessimples fils en fer, laiton, cuivre, bronze. Elles ne sont jamais « filées » – c’est-à-dire alourdies par enroulement d'un fil plus petit autour du fil principal comme pour le piano ;
la boucletteboucle pour fixer la corde à la pointe d'accroche. À l'autre extrémité se trouve la cheville d'accord ;

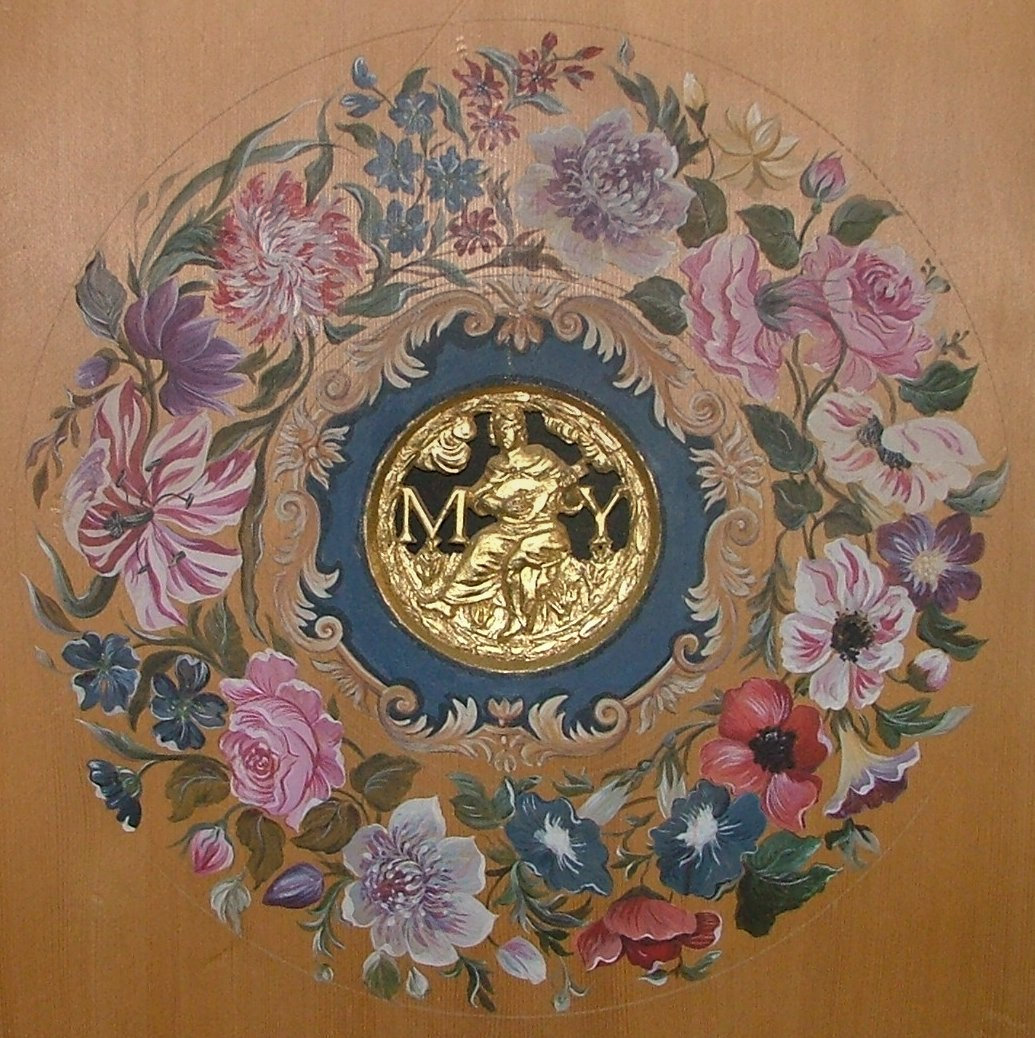
Rosace (Claude Mercier-Ythier)

la pointe d’accrochepointe sur laquelle est fixée une des extrémités de la corde, la bouclette. Ces pointes sont plantées dans le cordier longeant l’éclisse courbe et la pointe ;
la contre-pointepointe plantée sur le côté du chevalet dans la partie ténor/basse ; elle permet de solliciter par torsion le chevalet tout en déviant la direction de la corde. C'est un élément essentiel pour la charge (c'est-à-dire la mise en tension) du cordage ;
la cheville d’accordcheville métallique au sommier, sur laquelle est fixée une des extrémités de la corde. Chez les anciens les chevilles ne sont ni percées ni filetées : la cheville est conique à l'émeri. C’est par la cheville d’accord, qu’on tourne à l’aide d'une clef d'accordeur, que l'on règle la tension de la corde et donc la hauteur du son qu’elle émet. Les chevilles de clavecin historique ont une empreinte rectangulaire ;
les pointes de sillet et de chevaletpetites pointes sans tête qui servent à fixer la position des cordes à leur passage sur le sillet ou le chevalet et à solliciter la table.

## Lexique multilingue
| Français               | English          | Deutsch                      | Italiano                    |
| ---------------------- | ---------------- | ---------------------------- | --------------------------- |
| arc-boutant            | upper brace      | obere Gehäusestrebe          | barra superiore             |
| barre d’accroche       | hitchpinrail     | Anhängeleiste                | cornice d'attacco 8´        |
| barre d’adresse        | nameboard batten | Namensleiste                 | listello superiore tastiera |
| barre de balancement   | balance rail     | Waagebalken                  | barra di bilanciamento      |
| barre de fond          | lower frame      | untere Gehäusestrebe         | traversa del fondo          |
| barre de table         | rib              | Rippe                        | catena                      |
| bec                    | plectrum         | Kiel                         | plettro                     |
| béquille               | lid stick        | Deckelstock                  | bacchetta coperchio         |
| boudin                 | 4´ hitchpinrail  | Vierfuß-Anhängeleiste        | supporto attacco punte 4´   |
| caisse                 | case             | Gehäuse                      | cassa                       |
| chapiteau              | jackrail         | Pralleiste                   | coperchio salterelli        |
| charnière              | hinge            | Scharnier                    | cerniera                    |
| chevalet               | bridge           | Steg                         | ponticello                  |
| cheville d’accord      | tuning pin       | Stimmwirbel                  | caviglie                    |
| clavecin               | harpsichord      | Cembalo                      | clavicembalo                |
| clavier                | keyboard         | Klaviatur                    | tastiera                    |
| contre éclisse         | liner            | Resonanzboden-Auflageleisten | controfascia                |
| contresommier          | upper bellyrail  | Oberdamm                     | controsomiere               |
| corde                  | string           | Saite                        | corda                       |
| couvercle              | lid              | Deckel                       | coperchio                   |
| diapason               | rack             | Kanzelle                     | guida a rastrelliera        |
| échine                 | spine            | Rückwand oder lange Wand     | fascia dorsale              |
| éclisse courbe         | bentside         | gebogene Wand                | fascia curva                |
| épinette               | spinet           | Spinett                      | spinetta                    |
| fond                   | bottom           | Bodenteil                    | fondo                       |
| gorge                  | nameboard        | Namenswand                   | tavola frontale             |
| grande barre           | cutoff bar       | große Rippe                  | grande catena diagonale     |
| joue                   | cheek            | Wange                        | fascia corta                |
| jeu de luth            | buff stop        | Lautenzug                    | liuto                       |
| languette              | tongue           | Zunge                        | bilancero                   |
| levier de registration | stop lever       | Registerhebel                | leve comando registri       |
| masse                  | upper bellyrail  | Oberdamm                     | controsomiere               |
| nasal                  | lute stop        | Nasalzug                     | nasale                      |
| peigne                 | rack             | Kanzelle                     | guida a rastrelliera        |
| piétement              | stand            | Gestell                      | cavalletto                  |
| plectre                | plectrum         | Kiel                         | plettro                     |
| pointe                 | tail             | Schwanzwand                  | fascia caudale              |
| pointe d’accroche      | hitchpin         | Aufhängestift                | punta di attacco            |
| pointe de balancement  | balance pin      | Waagebalkenstift             | punta di bilanciamento      |
| pointe de chevalet     | bridge pin       | Stegstift                    | punta ponticello            |
| pointe de sillet       | nut pin          | Stegstift                    | punta capotasto             |
| portillon              | fallboard        | Verschlußbrett               | coperchio frontale          |
| pupitre                | music desk       | Notenpult                    | leggío                      |
| queue                  | tail             | Schwanzwand                  | fascia caudale              |
| rabat                  | flap             | Deckelklappe                 | coperchio a ribalta         |
| registre               | register         | Register                     | registro                    |
| sautereau              | jack             | Springer                     | salterello                  |
| sillet                 | nut              | Stimmstocksteg               | capotasto                   |
| sommier                | wrestplank       | Stimmstock                   | somiere                     |
| table d’harmonie       | soundboard       | Resonanzboden                | tavola armonica             |
| touche                 | key              | Taste                        | tasti                       |
| virginal               | virginal         | Virginal                     | virginale                   |